# آمایا سالامانکا
آمایا سالامانکا (اسپانیایی: Amaia Salamanca‎؛ زادهٔ ۲۸ مارس ۱۹۸۶) بازیگر و مدل اهل اسپانیا است.
از فیلم‌ها یا مجموعه‌های تلویزیونی که وی در آن‌ها نقش داشته است، می‌توان به سفارت، تجربه فراطبیعی سه‌بعدی، با وجود همه‌چیز، فرار مغزها و اس‌ام‌اس: بی‌واهمه از رؤیا اشاره نمود.